# Jan Brumovský
Jan Brumovský (Levice, 26 giugno 1937) è un ex calciatore cecoslovacco, di ruolo centrocampista.

## Carriera

### Club
Ha sempre giocato nel campionato cecoslovacco.

### Nazionale
Ha collezionato 4 presenze in Nazionale.